# Nees Sogn
Nees Sogn er et sogn i Lemvig Provsti (Viborg Stift).
I 1800-tallet var Nees Sogn anneks til Møborg Sogn. Begge sogne hørte til Skodborg Herred i Ringkøbing Amt. Trods annekteringen var de to sogne hver sin sognekommune. I 1961 var både Møborg og Nees med til at danne Tangsø Kommune, som ved kommunalreformen i 1970 blev indlemmet i Lemvig Kommune.
I Nees Sogn ligger Nees Kirke.
I sognet findes følgende autoriserede stednavne:
- Agersende (bebyggelse)
- Ballesig (bebyggelse)
- Bedsø (areal)
- Brunsled (bebyggelse)
- Byn (areal)
- Bække (bebyggelse)
- Gråkær (bebyggelse)
- Indfjorden (vandareal)
- Nees (bebyggelse, ejerlav)
- Nees Kirkeby (bebyggelse)
- Nees Skov (areal)
- Nørby Gårde (bebyggelse)
- Remmer (bebyggelse)
- Sakskær (bebyggelse)
- Sandbæk (bebyggelse)
- Skalstrup (bebyggelse, ejerlav)
- Skalstrup Skov (areal)
- Skavhede (bebyggelse)
- Tangsø (vandareal)
- Ulsund Hede (bebyggelse)
- Vester Hede (Nees Sogn) (bebyggelse)
- Vester Ørnskov (bebyggelse)
- Øster Ørnskov (bebyggelse)
- Østerhede (bebyggelse)